# 近視半齧脂鯉
近視半齧脂鯉，為輻鰭魚綱脂鯉目脂鯉亞目脂鯉科的其中一個種，分布於南美洲秘魯烏卡亞利河流域，體長可達6.8公分，棲息在底中層水域，生活習性不明。